# Skuleskogen
Skuleskogen este o arie protejată (arie specială de conservare — SAC, sit de importanță comunitară — SCI, arie de protecție specială avifaunistică — SPA) din Suedia întinsă pe o suprafață de 3.058,4 ha, integral pe uscat.

## Localizare
Centrul sitului Skuleskogen este situat la coordonatele 63°06′40″N 18°29′03″E / 63.111°N 18.4841°E.

## Înființare
Situl Skuleskogen a fost declarat sit de importanță comunitară în decembrie 1995 pentru a proteja 2 specii de plante și 11 specii de animale. Alte tipuri de protecție:
- arie de protecție specială avifaunistică (în decembrie 1996)[2]
- arie specială de conservare (în martie 2011)[1][3][4]

## Biodiversitate
Situată în ecoregiunile boreală și marină baltică, aria protejată conține 13 habitate naturale: Pante stâncoase silicioase cu vegetație casmofită, Faleze cu vegetație de pe coastele atlantice și baltice, Lacuri și iazuri distrofice naturale, Taiga vestică, Mlaștini turboase de tranziție și turbării mișcătoare, Cursuri de apă de la nivel de câmpie la nivel montan, cu vegetație Ranunculion fluitantis și Callitricho-Batrachion, Vegetație perenă pe țărmurile stâncoase, Litoraluri nisipoase din Baltica boreală cu vegetație perenă, Mlaștini împădurite, Păduri caducifoliate de mlaștină fino-scandinave, Fânețe de joasă altitudine (Alopecurus pratensis, Sanguisorba officinalis), Păduri fino-scandinave bogate în ierburi cu Picea abies, Păduri naturale în etape succesive primare ale suprafețelor emergente de coastă.
La baza desemnării sitului se află mai multe specii protejate:
- plante (2): Cinna latifolia, Herzogiella turfacea
- păsări (10): minunița (Aegolius funereus), ciocănitoare neagră (Dryocopus martius), cufundar mic (Gavia stellata), ciuvică (Glaucidium passerinum), ciocănitoare de munte (Picoides tridactylus), ciocănitoare verzuie (Picus canus), chiră de baltă (Sterna hirundo), cocoșul de mesteacăn (Tetrao tetrix tetrix),  cocoș de munte (Tetrao urogallus), fluierar de mlaștină (Tringa glareola)
- mamifere (1): râs eurasiatic (Lynx lynx)